# Saint-Lumine-de-Clisson
Saint-Lumine-de-Clisson est une commune de l'Ouest de la France, dans le département de la Loire-Atlantique, en région Pays de la Loire.
Ses habitants s'appellent les Luminais et les Luminaises.

## Géographie

### Situation
Saint-Lumine-de-Clisson est située à 22 kilomètres au sud de Nantes et 5 kilomètres à l'est de Clisson (distances orthodromiques).
| Maisdon-sur-Sèvre      | Monnières               | Gorges                   |
| Aigrefeuille-sur-Maine | Saint-Lumine-de-Clisson |                          |
| Remouillé              |                         | Saint-Hilaire-de-Clisson |

### Géographie physique
Topographie et hydrographie
La limite avec Remouillé et Aigrefeuille-sur-Maine, au sud-ouest de la commune, est constituée par la Maine, qui est un affluent de la Sèvre nantaise et donc un sous-affluent de la Loire. La commune est également traversée par les ruisseaux de l'Osée et de Caffiniere.
Climatologie
Le climat de la Loire-Atlantique, est de type tempéré océanique. L'influence de ce climat est largement facilitée par l'estuaire de la Loire et l'absence de relief notable. Les hivers sont doux (min −5 °C / max 10 °C) et pluvieux et les étés relativement beaux et doux également (min 17 °C / max 35 °C). Les pluies sont fréquentes, mais peu intenses. Les précipitations annuelles sont d'environ 820 mm et peuvent fortement varier d'une année à l'autre. Les chutes de neige y sont exceptionnelles.

### Géographie humaine
Voies de communication et transports
La commune est traversée dans le sens nord/est-sud/ouest par la route départementale 117 et dans le sens nord/ouest-sud/est par la route départementale 58.

### Climat
Pour des articles plus généraux, voir Climat des Pays de la Loire et Climat de la Loire-Atlantique.
En 2010, le climat de la commune est de type climat océanique altéré, selon une étude du CNRS s'appuyant sur une série de données couvrant la période 1971-2000. En 2020, Météo-France publie une typologie des climats de la France métropolitaine dans laquelle la commune est exposée à un climat océanique et est dans la région climatique  Bretagne orientale et méridionale, Pays nantais, Vendée, caractérisée par une faible pluviométrie en été et une bonne insolation. 
Pour la période 1971-2000, la température annuelle moyenne est de 12 °C, avec une amplitude thermique annuelle de 13,8 °C. Le cumul annuel moyen de précipitations est de 809 mm, avec 12,6 jours de précipitations en janvier et 6,2 jours en juillet. Pour la période 1991-2020, la température moyenne annuelle observée sur la station météorologique de Météo-France la plus proche, « Haie-Fouassière », sur la commune de La Haie-Fouassière à 9 km à vol d'oiseau, est de 12,8 °C et le cumul annuel moyen de précipitations est de 858,5 mm,. Pour l'avenir, les paramètres climatiques de la commune estimés pour 2050 selon différents scénarios d'émission de gaz à effet de serre sont consultables sur un site dédié publié par Météo-France en novembre 2022.

## Urbanisme

### Typologie
Au 1er janvier 2024, Saint-Lumine-de-Clisson est catégorisée commune rurale à habitat dispersé, selon la nouvelle grille communale de densité à sept niveaux définie par l'Insee en 2022.
Elle est située hors unité urbaine. Par ailleurs la commune fait partie de l'aire d'attraction de Nantes, dont elle est une commune de la couronne,. Cette aire, qui regroupe 116 communes, est catégorisée dans les aires de 700 000 habitants ou plus (hors Paris),.

### Occupation des sols
L'occupation des sols de la commune, telle qu'elle ressort de la base de données européenne d’occupation biophysique des sols Corine Land Cover (CLC), est marquée par l'importance des territoires agricoles (95,7 % en 2018), en diminution par rapport à 1990 (96,6 %). La répartition détaillée en 2018 est la suivante : 
zones agricoles hétérogènes (37,4 %), terres arables (25,2 %), prairies (22,6 %), cultures permanentes (10,5 %), zones urbanisées (2,7 %), forêts (1,6 %). L'évolution de l’occupation des sols de la commune et de ses infrastructures peut être observée sur les différentes représentations cartographiques du territoire : la carte de Cassini (XVIIIe siècle), la carte d'état-major (1820-1866) et les cartes ou photos aériennes de l'IGN pour la période actuelle (1950 à aujourd'hui).

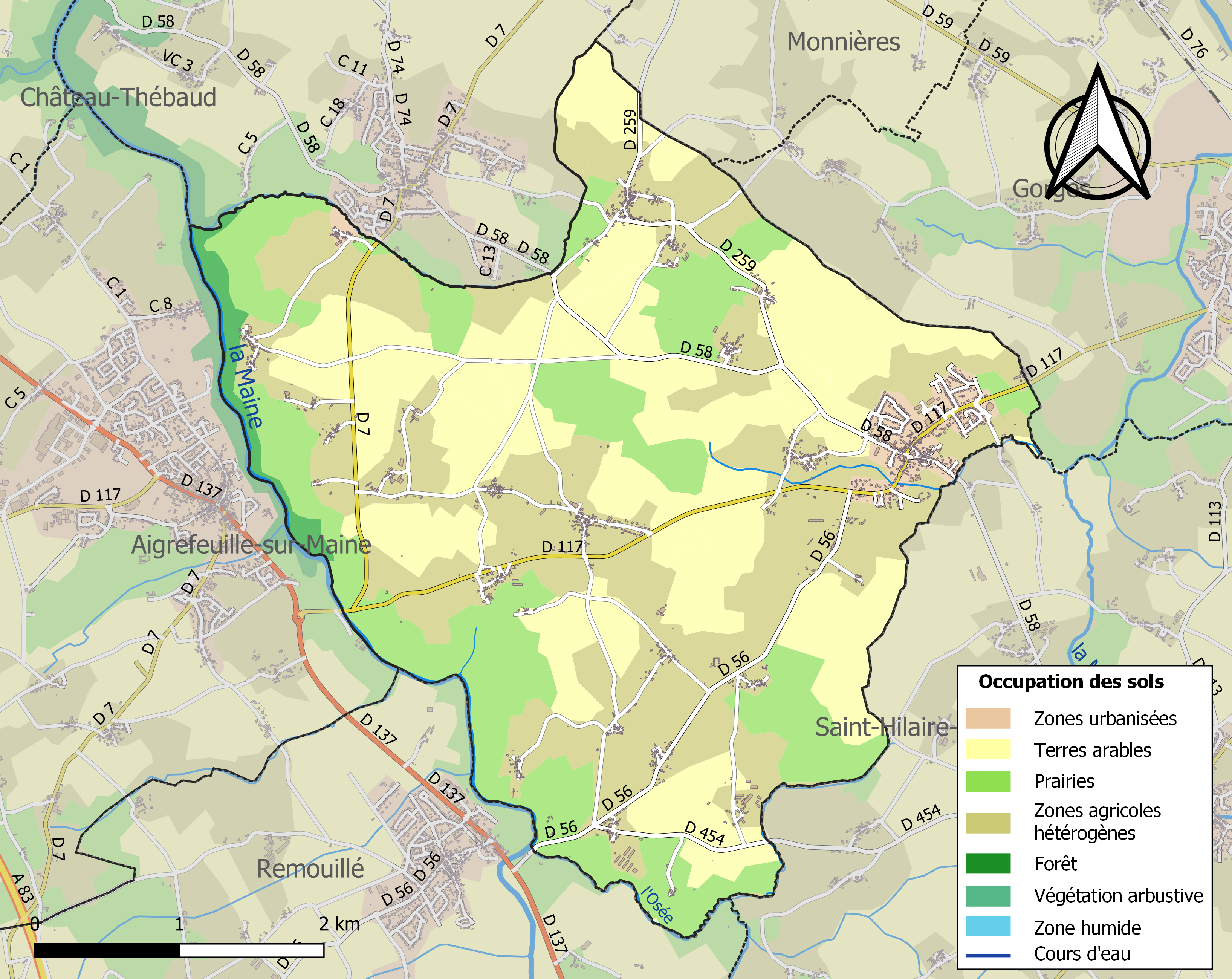
Carte des infrastructures et de l'occupation des sols de la commune en 2018 (CLC).

## Toponymie
On trouve au XVe siècle Saint Lémine près Clizon dès 1406. Plus tard, la paroisse prend le nom de Saint-Lumine-des-Bois pour devenir plus tard Saint-Lumine-de-Clisson.
La commune est située dans la zone de transition entre le gallo et le poitevin. Le nom en gallo se prononce [sɛ̃lymin] comme en français et s'écrit Saint-Lumine en écriture ABCD ou Sint Luminn en écriture MOGA.
La forme bretonne proposée par l'Office public de la langue bretonne est Sant-Leven-Klison. Le breton n'était pas traditionnellement parlé dans la commune.

## Histoire
Pendant l'Antiquité, le territoire de la commune se situe dans le pays des Pictons dans l'Aquitaine seconde.
On admet la présence de l'Homme à Saint-Lumine-de-Clisson pendant cette période grâce à des haches en pierre polie et débris gallo-romains découverts près du château de la Courbejollière. Sur ce site furent édifiés un camp romain puis plus tard une forteresse mérovingienne.
Au Moyen Âge, la paroisse fait partie de la châtellenie de Clisson. Saint-Lumine-de-Clisson est intégré aux Marches avantagères à la Bretagne sur le Poitou. En résulta l’exemption de taxes sur les marchandises.
Au XVIe siècle, pendant les Guerres de religion, les troupes du duc de Mercœur assiègent la Courbejollière car propriété de la famille Perrin qui est protestante. Le château est pillé et en partie brulé.
En 1794, pendant les guerres de Vendée, les colonnes infernales détruisent le bourg de Saint-Lumine-de-Clisson et se livrent à des massacres (on dénombre environ 140 morts en février et aout 1794 et 38 personnes tuées le 12 février 1794). Au XIXe siècle vient le temps de la reconstruction. L’église est reconstruite entre 1826 et 1834[réf. souhaitée].

## Héraldique
| Blason | Blasonnement : De sinople à la cotice de gueules cousue en barre, accompagnée en chef d'une grappe de raisin tigée et feuillée, et en pointe d'une gerbe de blé, le tout d'or et posé aussi en barre. Commentaires : La cotice en barre rappelle le chemin de Saint-Lumine sur lequel le duc de Mercœur rencontra les envoyés du roi Henri IV, d'où l'enquerre. Blason conçu par M.-A. Brosseau et P. Bourreau, enregistré par le Conseil français d'Héraldique le 28 novembre 1993. |

## Politique et administration

### Administration municipale
Le conseil municipal de la commune de Saint-Lumine-de-Clisson est composé de 19 membres : le maire, 5 adjoints et 14 conseillers municipaux.

### Les maires de Saint-Lumine-de-Clisson
| Période                                  | Période   | Identité           | Étiquette | Qualité                                                                              |
| ---------------------------------------- | --------- | ------------------ | --------- | ------------------------------------------------------------------------------------ |
| Les données manquantes sont à compléter. |           |                    |           |                                                                                      |
| ca. 1923                                 |           | M. Brunellière     |           |                                                                                      |
| av. 1951                                 | mai 1953  | Joseph Richard     |           |                                                                                      |
| mai 1953                                 | mars 1977 | Félix Airiaud      |           | Agriculteur et marchand de bestiaux                                                  |
| mars 1977                                | mars 1989 | Émilien Pluchon    |           | Garagiste                                                                            |
| mars 1989                                | juin 1995 | Lucien Maillard    |           | Viticulteur                                                                          |
| juin 1995                                | mars 2008 | Pierre Pallac      |           | Retraité de la gendarmerie                                                           |
| mars 2008                                | mars 2014 | Christian Hervouët | DVG       | Retraité                                                                             |
| mars 2014                                | En cours  | Janik Rivière      | DVG       | Secrétaire comptable, ancienne adjointe Vice-présidente Clisson Sèvre et Maine Agglo |

### Fiscalité
| Taxe                                                | part communale | Part départementale | Part régionale |
| --------------------------------------------------- | -------------- | ------------------- | -------------- |
| Taxe d'habitation (TH)                              | 22,37 %        | 6,96 %              | 0,00 %N1       |
| Taxe foncière sur les propriétés bâties (TFPB)      | 22,04 %        | 6,68 %              | 2,63 %         |
| Taxe foncière sur les propriétés non bâties (TFPNB) | 54,12 %        | 16,90 %             | 5,02 %         |
| Taxe professionnelle (TP)                           | 0,00 %N2       | 8,50 %              | 2,76 %         |

- N1 La part régionale n'est pas applicable sur la taxe d'habitation.
- N2 Pour la taxe professionnelle il n'y a pas de part communale, mais une part intercommunale de 12,71 %

## Population et société

### Démographie
Selon le classement établi par l'Insee, Saint-Lumine-de-Clisson fait partie de l'aire urbaine et de la zone d'emploi de Nantes et du bassin de vie de Clisson. Elle n'est intégrée dans aucune unité urbaine. Toujours selon l'Insee, en 2010, la répartition de la population sur le territoire de la commune était considérée comme « peu dense » : 97 % des habitants résidaient dans des zones « peu denses »  et 3 % dans des zones « très peu denses ».

#### Évolution démographique
L'évolution du nombre d'habitants est connue à travers les recensements de la population effectués dans la commune depuis 1793. Pour les communes de moins de 10 000 habitants, une enquête de recensement portant sur toute la population est réalisée tous les cinq ans, les populations de référence des années intermédiaires étant quant à elles estimées par interpolation ou extrapolation. Pour la commune, le premier recensement exhaustif entrant dans le cadre du nouveau dispositif a été réalisé en 2008.

En 2022, la commune comptait 2 118 habitants, en évolution de +0,43 % par rapport à 2016 (Loire-Atlantique : +6,68 %, France hors Mayotte : +2,11 %).
| 1793  | 1800  | 1806  | 1821  | 1831  | 1836  | 1841  | 1846  | 1851  |
| ----- | ----- | ----- | ----- | ----- | ----- | ----- | ----- | ----- |
| 3 000 | 1 361 | 1 126 | 1 321 | 1 321 | 1 325 | 1 328 | 1 285 | 1 290 |

| 1856  | 1861  | 1866  | 1872  | 1876  | 1881  | 1886  | 1891  | 1896  |
| ----- | ----- | ----- | ----- | ----- | ----- | ----- | ----- | ----- |
| 1 314 | 1 354 | 1 366 | 1 306 | 1 289 | 1 284 | 1 274 | 1 263 | 1 146 |

| 1901  | 1906  | 1911  | 1921 | 1926 | 1931 | 1936 | 1946 | 1954 |
| ----- | ----- | ----- | ---- | ---- | ---- | ---- | ---- | ---- |
| 1 122 | 1 125 | 1 073 | 982  | 948  | 959  | 956  | 891  | 968  |

| 1962 | 1968  | 1975 | 1982  | 1990  | 1999  | 2006  | 2008  | 2013  |
| ---- | ----- | ---- | ----- | ----- | ----- | ----- | ----- | ----- |
| 956  | 1 013 | 997  | 1 189 | 1 255 | 1 348 | 1 725 | 1 832 | 2 067 |

| 2018  | 2022  | - | - | - | - | - | - | - |
| ----- | ----- | - | - | - | - | - | - | - |
| 2 098 | 2 118 | - | - | - | - | - | - | - |

#### Pyramide des âges
La population de la commune est relativement jeune.
En 2018, le taux de personnes d'un âge inférieur à 30 ans s'élève à 37,8 %, soit au-dessus de la moyenne départementale (37,3 %). À l'inverse, le taux de personnes d'âge supérieur à 60 ans est de 18,0 % la même année, alors qu'il est de 23,8 % au niveau départemental.
En 2018, la commune comptait 1 052 hommes pour 1 046 femmes, soit un taux de 50,14 % d'hommes, légèrement supérieur au taux départemental (48,58 %).
Les pyramides des âges de la commune et du département s'établissent comme suit.
| Hommes | Classe d’âge | Femmes |
| ------ | ------------ | ------ |
| 0,6    | 90 ou +      | 0,6    |
| 3,2    | 75-89 ans    | 5,6    |
| 13,1   | 60-74 ans    | 12,8   |
| 21,7   | 45-59 ans    | 20,3   |
| 23,5   | 30-44 ans    | 23,1   |
| 14,6   | 15-29 ans    | 12,5   |
| 23,3   | 0-14 ans     | 25,0   |

| Hommes | Classe d’âge | Femmes |
| ------ | ------------ | ------ |
| 0,6    | 90 ou +      | 1,8    |
| 6      | 75-89 ans    | 8,6    |
| 15,1   | 60-74 ans    | 16,4   |
| 19,4   | 45-59 ans    | 18,8   |
| 20,1   | 30-44 ans    | 19,3   |
| 19,2   | 15-29 ans    | 17,4   |
| 19,5   | 0-14 ans     | 17,6   |

## Économie

### Emploi

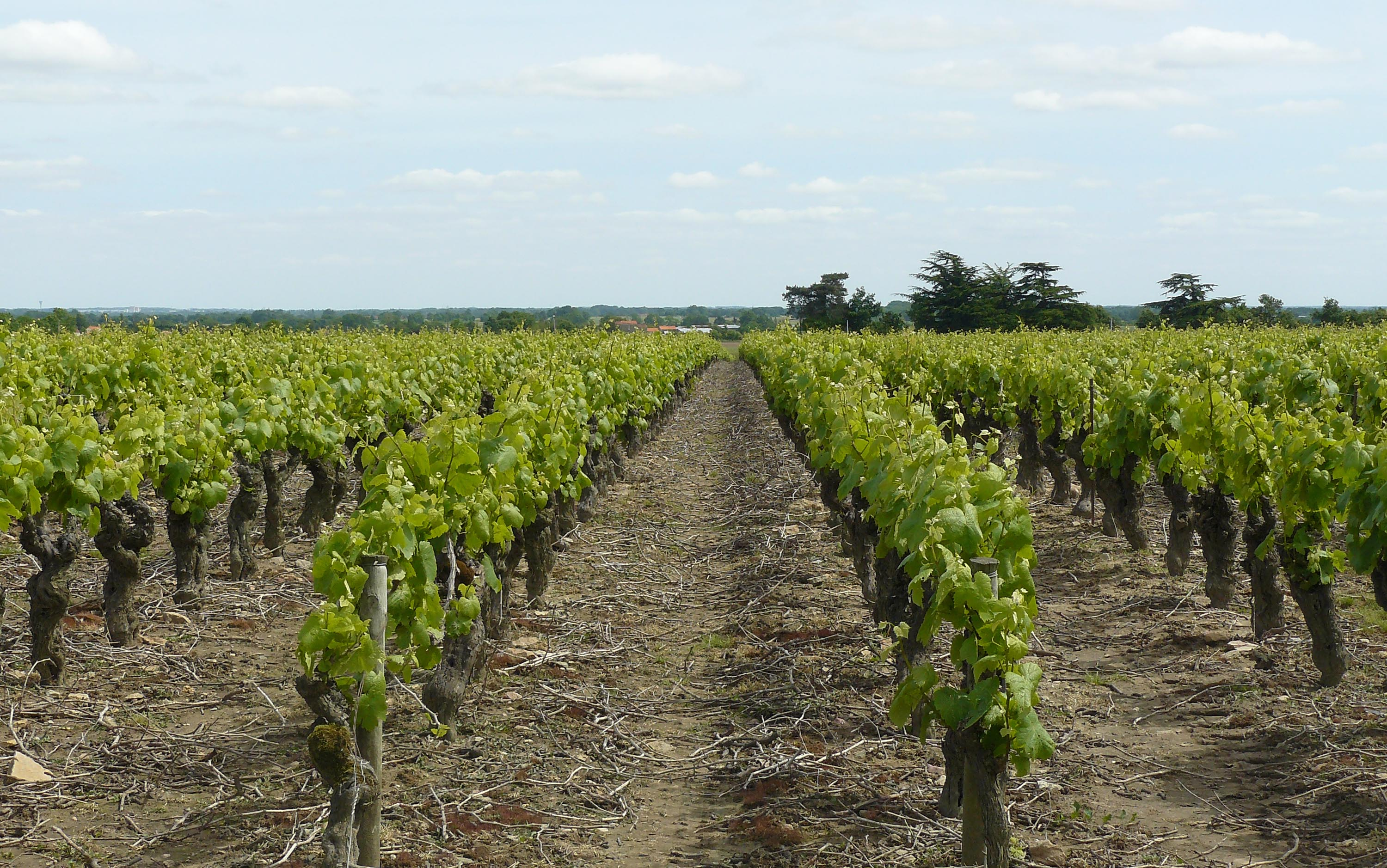
Vignoble du Muscadet dans la vallée de Clisson.

En 2006, on comptait 81,1 % d'actifs (dont 3,7 % de chômeurs), 7,4 % de retraités, 7,0 % de jeunes scolarisés et 4,4 % de personnes sans activité.

### Activités
Les activités de Saint-Lumine-de-Clisson sont essentiellement agricoles et artisanales. On y trouve une activité viticole avec la production de Muscadet (AOC), le Muscadet-Sèvre-et-Maine.
Saint-Lumine-de-Clisson dispose d'un parc d'activités : zone d'activités de la Praire.

## Vie locale
Saint-Lumine-de-Clisson dispose d'une agence postale, d'une salle polyvalente, d'une bibliothèque et d'une ADMR (aide à domicile en milieu rural).

### Écologie et recyclage
Clisson Sèvre et Maine Agglo gère la collecte de la commune. Il y a une collecte bimensuel des ordures ménagères et du tri sélectif.

### Enseignement
Saint-Lumine-de-Clisson est rattachée à l'académie de Nantes.
- École publique Lucie-Aubrac
- École privée maternelle et primaire Jeanne-d'Arc

### Sports
On compte une petite dizaine d'associations sportives à Saint-Lumine-de-Clisson. Le « complexe sportif et polyvalent des Garennes » est l'infrastructure majeure pour les activités sportives.

### Cultes
Culte catholique
La paroisse catholique Sainte Marie Du Val De Sèvre regroupe les communautés de Boussay, Clisson, Gétigné, Gorges, Saint-Hilaire-de-Clisson, Monnières et Saint-Lumine-de-Clisson.

## Lieux et monuments

### Lieux de culte

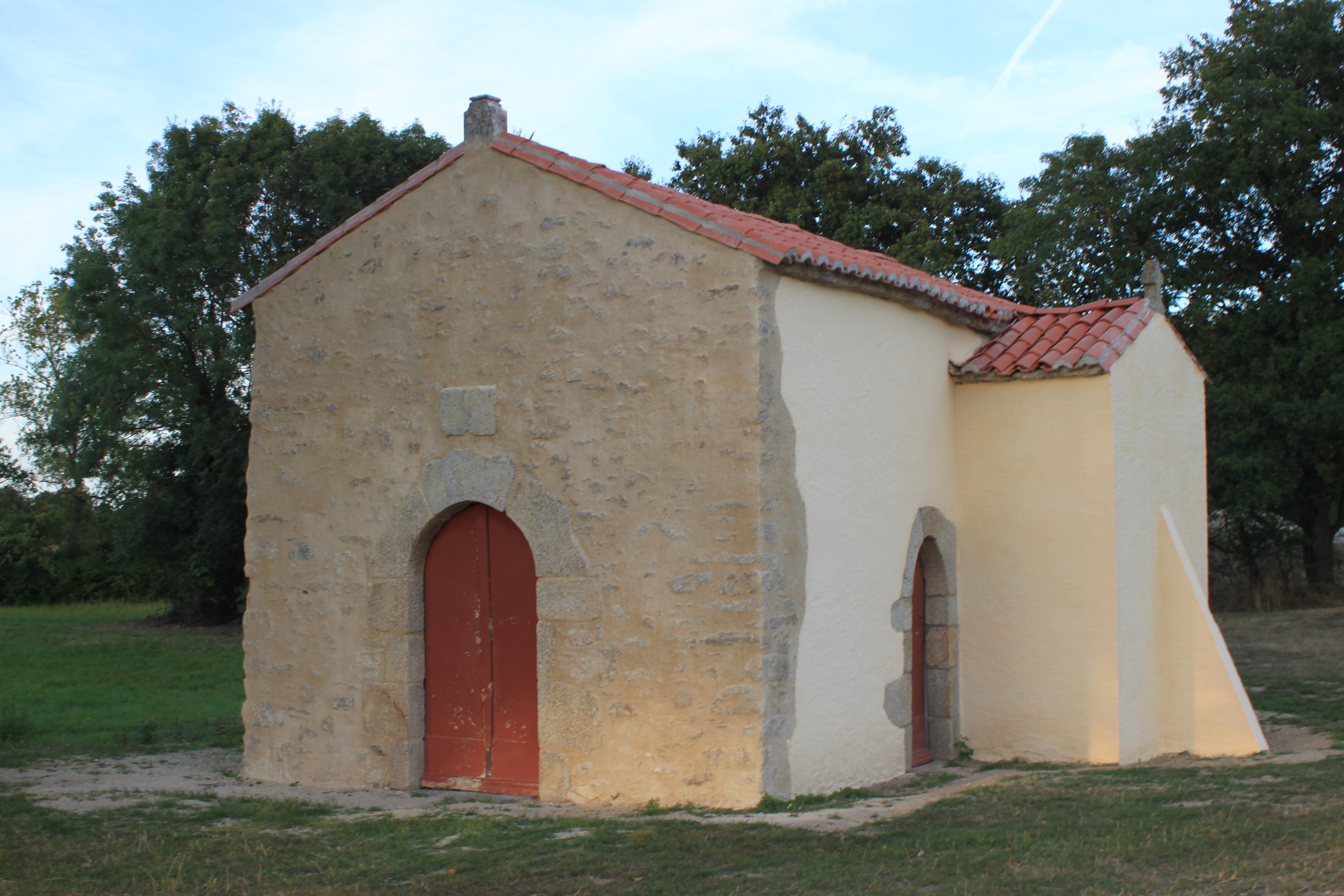
La chapelle Saint-Louis, 1765, rénovée en 2012.

- L'église Saint-Léobin, de style néo-roman (XIXe), possède une croix de procession datant du XVIIIe[36]. Un chemin de croix datant de 1861, œuvre du sculpteur Henri Bouriché, est visible.
- La chapelle Saint-Louis (XVIIIe) fut construite pour y célébrer des messes.

### Demeures et châteaux
- Le château de la Courbejollière (XVe siècle), ancienne propriété de la famille Perrin, est un lieu qui a évolué au fil du temps. Tout d'abord villa gallo-romaine, puis motte féodale, un château fort y est construit avant le XIVe siècle. Devenu manoir au XVIe siècle, il possède une cheminée Renaissance. La bâtisse est pillée et en partie brulée lors des Guerres de religion. En 1796 la propriété est vendue comme bien national[19].
- Le manoir du Logis date du XVIe siècle[19].

## Personnalités liées à la commune
La Famille de Clisson, propriétaire d'une puissante châtellenie qui couvrait notamment la paroisse de Saint-Lumine-de-Clisson